# Barnaba (biskup koptyjski)
Barnaba (ur. 12 stycznia 1959 w Denderze) – duchowny Koptyjskiego Kościoła Ortodoksyjnego, od 1996 biskup Turynu.

## Życiorys
14 października 1984 złożył śluby zakonne. Święcenia kapłańskie przyjął 25 maja 1988. Sakrę biskupią otrzymał 10 czerwca 1995 jako biskup pomocniczy Kairu. W 1996 został mianowany biskupem Turynu.